# Release Me (Wilson Phillips)
Release Me è un singolo del gruppo musicale femminile statunitense Wilson Phillips, pubblicato nel 1990 ed estratto dal loro primo ed eponimo album in studio Wilson Phillips.

## Tracce
- 7"

1. Release Me (Single Edit) (Wilson Phillips) – 3:46
2. Eyes Like Twins (Jeannette-Thérèse Obstoj, Rupert Hine) – 5:00

## Classifiche
| Classifica (1990) | Posizione massima |
| ----------------- | ----------------- |
| Stati Uniti       | 1                 |